# Памятник Высоцкому (Страстной бульвар)
Па́мятник Вла́димиру Высо́цкому (также Поэт с гитарой) — скульптура в честь советского поэта и актёра Владимира Высоцкого. Установлена недалеко от Петровских Ворот, на Страстном бульваре в Москве.

## Описание
Разрешения на установку монумента добился коллега Владимира Высоцкого советский актёр Борис Хмельницкий. Идея расположения памятника у Петровских Ворот на Страстном бульваре принадлежит другу поэта — Валерию Янкловичу. В 1963 году Высоцкий написал:
И хотя во все светлое верил —

Например, в наш советский народ, —

Не поставят мне памятник в сквере

Где-нибудь у Петровских Ворот.

Но я не жалею!«У меня было сорок фамилий»
Антитезой к этим строкам и стал новый монумент. Над его созданием работали архитектор А. В. Климочкин и скульптор Г. Д. Распопов. Композиция изображает поэта, стоящего с раскинутыми руками и взглядом, устремлённым в небо, за спиной у него — гитара. Оригинал скульптуры был выполнен Распоповым в 1979 году, бронзовая фигура для установки была отлита в 1994-м году, её высота — два метра сорок сантиметров. Ко времени установки памятника скульптора Г. Д. Распопова уже не было в живых, изготовлением фигуры Высоцкого по модели Распопова занимался скульптор В. А. Дронов.
Памятник был открыт 25 июля 1995 года, в 15-ю годовщину со дня смерти Владимира Высоцкого. Церемонию посетили многие его друзья и поклонники. У подножия скульптуры ежегодно проходят вечера памяти с песнями и стихами Высоцкого.